# Список народных артистов Узбекской ССР
Список народных артистов Узбекской ССР
Ниже приведён список народных артистов Узбекской ССР по годам присвоения звания.

## 1930-е

### 1932
- Абдурасулов, Ходжи Абдулазиз (1854—1936), певец, музыкант (танбур, дутар), композитор
- Уйгур-Маджидов, Маннон (1894—1955), театральный режиссёр, актёр[1]
- Ханум, Тамара Артёмовна (1906—1991), танцовщица, актриса театра (впоследствии народная артистка СССР — 1956)

### 1936
- Кари-Якубов, Мухитдин (1896—1957), оперный певец (баритон)[2]
- Муллокандов, Гавриэль Аронович (1900—1972), певец, музыкант
- Толмасов, Михаил Джурабаевич (1887—1969),  актёр театра

### 1937
- Глиэр, Рейнгольд Морицевич (1875—1956), дирижёр, композитор[3] (впоследствии народный артист СССР — 1938)
- Джалилов, Тохтасын Джалилович (1896—1966), музыкант (гиджак), композитор[4]
- Ишантураева, Сара Абдурахмановна (1911—1998), актриса театра и кино (впоследствии народная артистка СССР — 1951)
- Камилов, Алим (1875—1953), музыкант, хореограф
- Миракилов, Миршахид (1900—1959), актёр театра и кино[5]
- Миронов, Николай Назарович (1870—1952), дирижёр, композитор[6]
- Насырова, Халима (1913—2003), оперная певица (сопрано) (впоследствии народная артистка СССР — 1937)
- Сарымсакова, Лютфи (1896—1991), актриса театра и кино[7] (впоследствии народная артистка СССР — 1967)
- Ташматов, Орифджан (1887—1944), актёр театра, музыкант[8]
- Тургунбаева, Мукаррам (1913—1978), артистка балета, балетмейстер[9] (впоследствии народная артистка СССР — 1959)
- Успенский, Виктор Александрович (1879—1949), музыкант, композитор[10]
- Хидоятов, Абрар (1900—1958), актёр театра и кино[11] (впоследствии народный артист СССР — 1945)

### 1939
- Азимов, Вахоб (1897—1964), театральный режиссёр, актёр[12]
- Аминова, Хадича (1909—1989), актриса театра[13]
- Ашрафи, Мухтар Ашрафович (1912—1975), дирижёр, композитор[14] (впоследствии народный артист СССР — 1951)
- Бакиров, Аббас (1910—1974), театральный режиссёр, актёр[15] (впоследствии народный артист СССР — 1970)
- Василенко, Сергей Никифорович (1872—1956), композитор[16]
- Джалилов, Обид Джалилович (1896—1963), актёр театра и кино[17]
- Закиров, Карим (1912—1977), оперный певец (баритон)
- Кузнецова, Мария Александровна (1899—1956), актриса театра[18]
- Норзикулов, Хошим (1900—1963), театральный режиссёр, актёр
- Садыков, Талиб Садыкович (1907—1957), дирижёр, композитор[19]
- Султанов, Джурахан (1903—1965), певец, композитор
- Ташкенбаев, Игамберды (1866—1963), артист цирка[20]
- Ходжаев, Саиб Ходжаевич (1910—1982), актёр театра и кино[21]
- Ходжаев, Мухамед (1886—1971), артист цирка[22]
- Юнгвальд-Хилькевич, Эмиль-Ольгерд Иосифович (1898—1967), оперный режиссёр[23]

## 1940-е

### 1940
- Бурханов, Шукур (1910—1987), актёр театра и кино (впоследствии народный артист СССР — 1959)
- Рахимова, Шахадат Рахимовна (1919—1979), актриса театра, певица (драматическое сопрано)[24]

### 1941
- Исмоилов, Абдукодир найчи (1888—1951), флейтист
- Шакарджанов, Юсуп кизик (1869—1959), актёр театра

### 1942
- Мирзаев, Боборахим (1907—1957), оперный певец (баритон)

### 1943
- Бабаджанов, Ятим (1904—1956), театральный режиссёр, актёр[25]
- Бабанова, Мария Ивановна (1900—1983), актриса театра и кино
- Берсенев, Иван Николаевич (1889—1951), театральный режиссёр, актёр[26]
- Зускин, Вениамин Львович (1899—1952), актёр театра и кино
- Крушельницкий, Марьян Михайлович (1897—1963), театральный режиссёр, актёр (впоследствии народный артист СССР — 1944)
- Файзуллаев, Абдулла тарак (1869—1944), певец, актёр театра
- Чистякова, Валентина Николаевна (1900—1984), актриса театра[27]

### 1944
- Воловов, Павел Васильевич (1905—1980), оперный певец (баритон)[28]
- Губская, Вера Николаевна (1906—1953), артистка балета, балетмейстер[29]
- Загурская, Галина Николаевна (1905—1978), актриса театра[30] (впоследствии народная артистка СССР — 1969)
- Касымов, Сулейман (1909—1976), театральный режиссёр, актёр
- Ладыгин, Николай Владимирович (1905—1976), театральный режиссёр[31]
- Милютенко, Дмитрий Емельянович (1899—1966), актёр театра и кино (впоследствии народный артист СССР — 1960)
- Пономаренко, Евгений Порфирьевич (1909—1994), актёр театра и кино (впоследствии народный артист СССР — 1960)
- Хидоятова, Замира (1909—1998), актриса театра
- Шамуратова, Айимхан Турымбетовна (1917—1993), актриса театра, концертная певица (меццо-сопрано)[32] (впоследствии народная артистка СССР — 1968)
- Шамуратов, Джапак (1893—1973), певец, композитор[33]
- Штейнберг, Максимилиан Осеевич (1883—1946), дирижёр, композитор[34]
- Юра-Юрский, Александр Петрович (1895—1968), актёр театра

### 1945
- Варламов, Николай Павлович (1902—?), оперный режиссёр[35]
- Девлет, Владимир Павлович (1890—1958), оперный певец (баритон)[35]
- Карцивадзе, Георгий Сергеевич (1889—1951), оперный певец (баритон)[35]
- Назруллаев, Лутфулла (1903—1962), актёр театра[36]

### 1946
- Кочетков, Григорий Алексеевич (1904—1968), актёр театра[37]
- Шквалов (Самгин), Иван Павлович (1899—1980), театральный режиссёр, актёр[38]

### 1948
- Исматов, Асат (1907—1953), актёр театра и кино
- Пирмухамедов, Рахим (1897—1972), актёр театра и кино (впоследствии народный артист СССР — 1967)
- Ходжаев, Алим (1910—1977), актёр театра и кино (впоследствии народный артист СССР — 1959)

### 1949
- Атаниязов, Камилджан (1917—1975), певец, музыкант (тор), актёр театра, композитор
- Гафуров, Махмуджан (1917—2000), оперный певец (тенор)[39][40]
- Лихович-Шамшева, Евгения Михайловна (1887—1979), оперная певица (сопрано)
- Табибуллаев, Сагди (1906—1992), актёр театра и кино[41][42]

## 1950-е

### 1950
- Абдурахманов, Гулям (1910—1987), оперный певец (тенор)[43][44]
- Алимов, Сайфи (1901—1984), театральный режиссёр, актёр[44]
- Алябьев, Юрий Александрович (1903—1983), театральный режиссёр, актёр[43][44]
- Ахмедова, Назира (1913—1964), оперная певица (лирико-колоратурное сопрано)[44]
- Бойко, Андрей Иванович (1905—1992), оперный певец (тенор)[44]
- Борухова, Фатима Джураевна (1916—2009), оперная певица (меццо-сопрано)[44]
- Гафуров, Мухамеджан (1917—2000), актёр[44]
- Давыдов, Пётр Семёнович (1900—1963), актёр театра и кино[44]
- Джураев, Асрор (1911—1983), театральный режиссёр, актёр[44]
- Исматов, Асад (1907—1953), актёр[44]
- Казимбетова, Аимхан [44]
- Каримова, Разия Зариф-кызы (1916—2011), танцовщица[7][44]
- Каримова, Сабахон (1917—1988), актриса театра и кино[45][44]
- Латыпов, Хикмат (1900—1981), актёр театра и кино[44]
- Ленина, Елена Лазаревна (1890—1980), актриса театра[44]
- Магзумова, Шахида Mагзумовна (1907—1988), актриса театра[46][44]
- Маматханов, Яхъяхон (1914—?), актёр театра[47]
- Мартынова, Нина Ивановна (1905—1977), театральный режиссёр, актриса[44]
- Нигматова, Наказат (1922—2002), актриса театра[7][44]
- Никомаров, Наум Давидович (1904—1974), актёр театра[7][44]
- Овчинников, Анатолий Иванович (1899—1970), оперный певец (тенор)[7][44]
- Рахимов, Наби (1911—1994), актёр театра и кино[44] (впоследствии народный артист СССР — 1964)
- Рахманова, Тохта (1921—1984), актриса театра[44]
- Садыков, Захид (1909—1960), актёр театра[44]
- Садыкова, Зайнаб Ганиевна (1917—1995), актриса театра[44]
- Степанов, Александр Иванович (1903—1981), актёр театра[44]
- Табибуллаев, Сагди (1906—1992), актёр[44]
- Фаязов, Вахабджан Сабирович (1912—1974), театральный режиссёр, актёр[48]
- Хамраев, Раззак Хамробоевич (1910—1981), актёр, театральный режиссёр, педагог[44]
- Ходжаева, Лола Мухамедовна (1923—?), артистка цирка[22]

### 1951
- Измайлова, Галия Баязитовна (1923—2010), артистка балета, танцовщица, балетмейстер (впоследствии народная артистка СССР — 1962)
- Хамраев, Раззак Хамробоевич (1910—1981), актёр театра и кино, театральный режиссёр[49] (впоследствии народный артист СССР — 1969)

### 1952
- Андреева, Ольга Ильинична (1890—1970), актриса театра
- Джафарова, Турсуной Юлдашевна (1915—2000), актриса театра[50]
- Есипов, Иван Нилович (1901— 1963), оперный певец (бас)
- Каюмов, Шариф Ганиевич (1905—1973), театральный режиссёр, актёр[51]
- Мансуров, Рустам (1913—1996), актёр театра
- Садриева, Зайнаб (1914—1991), актриса театра и кино[52]
- Юнусов, Машраб (1912—1997), актёр театра и кино[53]
- Яворский, Евгений Григорьевич (1909—1971), актёр театра[42]

### 1953
- Икрамов, Имам (1891—1980), композитор[54]
- Раджаби, Юнус (1896—1976), композитор[55]
- Юнусходжаева, Туйгуной (1922—1998), диктор радио

### 1954
- Сеитов, Реимбай (1915—?), актёр театра и кино[56]

### 1955
- Азизова, Мукаррам (1913—1964), актриса театра[57]
- Злобин, Евгений Константинович (1898—1959), актёр театра[58]
- Козловский, Алексей Фёдорович (1905—1977), композитор[59]
- Маматханов, Яхяхан[57]
- Муслимова, Кифаят (1916—1996), актриса театра[60]
- Рахимова, Султанпашша (1929—1996), актриса театра, певица[57]
- Султанова, Ташхан (1909—1989), актриса театра[57]
- Турдыев, Амин (1910—1978), театральный режиссёр, актёр[61]
- Якубова, Марьям (1909—1987), актриса театра и кино[57]
- Ярматов, Камиль Ярматович (1903—1978), киноактёр, кинорежиссёр (впоследствии народный артист СССР — 1959)[57]

### 1956
- Балтаева, Икрома Захидовна (1916—1993), актриса театра и кино[62]
- Любанский, Матвей Робертович (1911—1978), актёр театра[63]
- Наримонов, Хамидулла (1910—1982), актёр театра[64]
- Файзиев, Ахмад (1910—1993), актёр театра и кино[65]
- Ходжаев, Кудрат Умарович[62]
- Ходжаева, Халида (1912—?), актриса театра[62]

### 1957
- Кабулова, Саодат Кабуловна (1925—2007), оперная певица (сопрано)[66] (впоследствии народная артистка СССР — 1959)
- Мамутов, Юлдаш (1914—1991), театральный режиссёр, актёр[67]
- Мансуров, Мухриддин (1914—1988), актёр театра[68]
- Петросова, Елизавета Артёмовна (1913—1997), танцовщица, балетмейстер[67]
- Сеитов, Раимбай[67]
- Сапаргалиев, Абдулла[67]
- Халимов, Алимджан (1912—1984), дирижёр, композитор[67]
- Шарипов, Юлдаш (1913—1973), театральный режиссёр, актёр[67]
- Шеразиева, Гульхан (1920—1978), актриса театра[67]
- Шестаков, Алексей Михайлович (1889—1958), актёр театра

### 1959
- Гинзбург, Александр Осипович (1916—1973), театральный режиссёр[69]
- Давыдова, Ксения Бениаминовна (1918—1992), оперная певица (меццо-сопрано)
- Ефремова, Клавдия Григорьевна (1916—2000), актриса театра[70]
- Мухамедов, Музаффар (1902—1995), театральный режиссёр, актёр[71]
- Хашимов, Насим Хашимович (1920—2000), оперный певец (лирический баритон)[72]
- Ходжаев, Кудрат Умарович (1911—1981), актёр театра и кино, театральный режиссёр[73]
- Ходжаев, Ташходжа (1922—1975), театральный режиссёр, актёр
- Ярашев, Саттар Ярашевич (1915—1991), оперный певец (лирико-драматический тенор)[74]

## 1960-е

### 1960
- Бурнашева, Камара (1920—2000), актриса театра
- Рахимов, Джалил (1915—1985), актёр театра

### 1961
- Агзамов, Гани (1909—2001), актёр театра и кино[75]
- Рахманов, Сабир (1910—1990), актёр театра
- Ташкенбаев, Обиджон Эгамбердиевич (1915—2004), артист цирка[76]
- Юсупов, Акрам Мамедович (1905—1975), артист цирка[77]

### 1963
- Алланазаров, Туреш (1916—2000), театральный режиссёр

### 1964
- Абдулаева, Яйра Умаровна (1930—2019), актриса театра и кино[78]
- Акилов, Исахар Хаимович (1914—1988)[78]
- Ахмедов, Солижон (1907—?), театральный режиссёр, актёр[78]
- Балаев, Николай Дмитриевич (1915—1990), театральный режиссёр, актёр[78]
- Болтаев, Абдурауф (1909—1978), актёр театра[78]
- Давыдова, Берта Зауровна (1922—2007), певица[78]
- Джалилова, Этибор Тохтасыновна (1924—1983), актриса театра[78]
- Джандарбекова-Юсупова, Клара[78]
- Закиров, Батыр Каримович (1936—1985)[78]
- Зарипов, Хаким Каримович (1924—2023), артист цирка, киноактёр (впоследствии народный артист СССР — 1980)[78]
- Заставников, Григорий Иванович (1898—1970), артист цирка[78]
- Иноятов, Бахром Алимович (1917—1969), дирижёр[78]
- Исмаилова, Коммуна (1927—2013), певица[78]
- Кариева, Бернара Рахимовна (р. 1936), артистка балета[78] (впоследствии народная артистка СССР — 1973)
- Маваева, Гульнора Низамовна (1931—2025), артистка балета[78]
- Мансуров, Михаил Филиппович (1916—1993), актёр театра и кино[78] (впоследствии народный артист СССР — 1978)
- Мелиева, Ширин Юсуповна (1921—2001), театральный режиссёр, актриса[78]
- Насырова, Мухтарам (1926—?), актриса театра[78]
- Низамходжаев, Джамал Низамходжаевич (1921—1992), оперный певец (баритон)[78]
- Рахимов, Карим (1917—1991), театральный режиссёр, актёр, танцор[78]
- Рахматова, Фарогат (1926—2014), актриса театра, певица[78]
- Ткачук, Роман Денисович (1932—1994), актёр театра и кино[78]
- Ханкельдиев, Карим (1912—1977), актёр театра[78]
- Шамсутдинов, Фазыл[78]
- Юсупов, Махсум (1912—1983), актёр театра и кино[78]

### 1965
- Закиров, Батыр Каримович (1936—1985), певец[79]
- Каюмов, Малик Каюмович (1912—2010), кинорежиссёр, кинооператор (впоследствии народный артист СССР — 1967)
- Рахимова, Гавхар (Петросян, Гоар) (1911—2003), танцовщица, хореограф
- Каланов, Саиджан[80]

### 1966
- Калонов, Саиджон (1914—1971), музыкант, композитор
- Миркаримова, Кундуз (1928—2019), танцовщица (впоследствии народная артистка СССР — 1984)
- Хачатуров, Николай Григорьевич (1907—1989), актёр театра

### 1967
- Авезова, Сапаргуль (1927—2001), актриса театра[81]
- Алиева, Ирода Мирзахоновна (1929—1989), актриса театра и кино[81]
- Ахмедов, Муроджон (1918—1988), певец (драматический баритон), актёр театра
- Иброгимова, Хафиза (1927—1967), актриса театра
- Израэлян, Георгий Семёнович (1900—1992), оперный певец (баритон)
- Камилова, Халима Алимовна (1926—1984), артистка балета, танцовщица[81]
- Мадалиев, Зуннун (1914—1980), театральный режиссёр, актёр[81]
- Мирзаев, Мухаммаджон (1913—1999), музыкант, композитор
- Нариманов, Хабиб (1910—1982), актёр театра и кино[82][83]
- Наимов, Хаят (1912—1995), театральный режиссёр, актёр[81]
- Охунов, Косимжон (1904—1989), певец, музыкант[81]
- Рахимов, Матъёкуб Рахимович (1918—1993), певец (лирико-драматический тенор), актёр театра[81]
- Смыслов, Виктор Иванович[84]
- Сааткулов Дада-Али (1917—1985), композитор[85]
- Тоджиев, Джура (1911—1995), актёр театра и кино[81]
- Умаров, Хамза (1925—1987), актёр театра и кино[81]
- Умарходжаев, Мухаммад (1910—1984), актёр театра[81]
- Хасанов, Набижон Азимович (1913—1972), музыкант, композитор
- Ходжаева, Салимахон Шоюсуповна (1916—2004), оперная певица (лирико-драматическое сопрано)
- Фоменко, Иван Иванович

### 1969
- Абдурахманова, Дильбар Гулямовна (1936—2018), дирижёр[86] (впоследствии народная артистка СССР — 1977)
- Алиева, Назира Насриддиновна (1912—1980), актриса театра и кино[87]
- Болтаев, Хожихон (1902—1987), певец
- Давлетова, Урозгуль (1923—?), актриса театра
- Закиров, Дани (1914—1985), дирижёр, композитор
- Зарипов, Зойит (1912—1981), актёр театра
- Исаходжаев, Рахим (1917—2001), дойрист
- Карабаева, Софья Доскалиевна (1914—1978), актриса театра
- Сапарова, Зулайхо (1930—?), танцовщица
- Хамидова, Манзура (1914—1998), актриса театра[88]
- Шукуров, Туган (1907—?), актёр театра
- Юлдашева, Мухаббат (1923—2018), актриса театра[89]

## 1970-е

### 1970
- Агзамов, Юлдаш (1909—1985), киноактёр, театральный и кинорежиссёр[90] (впоследствии народный артист СССР — 1979)
- Акилова, Маргарита Бахлуловна (1919—2015), танцовщица
- Ибрагимов, Айсар (1910—1989), актёр театра
- Кадыров, Аюб (1918—1981), музыкант (най)
- Кулдашев, Мурад (1900—1975), актёр театра
- Муродов, Нумон (1915—1988), актёр театра
- Назарова, Тамара (1925—1998), актриса театра
- Сабитов, Загид Зарифович  (1909—1982), кинорежиссёр[91]
- Рамазанов, Шариф Абдуллаевич (1910—2002), композитор[92]
- Шерозий (Якупов, Мадрахим) (1890—1973), певец, музыкант (дутар)

### 1971
- Маликбаева, Эркли Вахидовна (1928—?), актриса театра[93]

### 1972
- Левиев, Манас Бетьянович (1912—1990), композитор[94]

### 1973
- Беньяминов, Сасон Гаврилович (1929—2022), оперный певец (лирический баритон)[95]
- Джаббаров, Камилджан (1914—1975), музыкант (дутар)[96]
- Лаут, Розалинда Бернгардовна (1925—2013), оперная певица (лирико-драматическое сопрано)[97]
- Ташматов, Ганиджан (1913—1994), композитор[98][99]
- Фаязова, Амина (1917—1993), актриса театра и кино
- Хасанов, Обид (1902—1976), актёр театра
- Ходжаниязов, Сапар (1913—1983), театральный режиссёр, актёр
- Юнусова, Тамара (1937—2005), танцовщица[100]

### 1974
- Аббасов, Шухрат Салихович (1931—2018), театральный и кинорежиссёр[101] (впоследствии народный артист СССР — 1981)
- Абдреимов, Куатбай (1937—2014), киноактёр[102]
- Абдукаюмов, Абдуган Абдумаликович (1928—2002), дирижёр[103]
- Азизов, Тургун Турсунович (1934—2024), актёр театра и кино
- Ансатбаев, Нажиматдин (р. 1943), театральный режиссёр, актёр
- Ахмедов, Якуб (р. 1938), актёр театра и кино[104] (впоследствии народный артист СССР — 1991)
- Бабанов, Виктор Яковлевич[105]
- Гринберг, Александр Михайлович (1924—1997), театральный режиссёр, актёр[106]
- Гринченко, Вячеслав Александрович (1938—1998), оперный певец (бас) (впоследствии народный артист СССР — 1980)
- Исхакова, Малохат (1925—?), танцовщица, хореограф
- Мавлянова, Айша (1922—1991), оперная певица (меццо-сопрано)
- Низамова, Рано Хашимовна (р. 1934), танцовщица, хореограф[107]
- Сырымбетова, Гулпаршын (р. 1945), певица (лирико-драматическое сопрано)[102]
- Ханеданьян, Грайр Грайрович (р. 1939), оперный певец (тенор)
- Чернова, Ольга Александровна (1924—1984), театральный режиссёр, актриса[108]

### 1975
- Охунова, Хабиба Ходжановна (1943—1994), певица (лирико-драматическое сопрано), актриса театра
- Султанова, Вера Андреевна (1917—2008), актриса театра
- Юлдашев, Эргаш Юлдашевич (1924—1991), оперный певец (драматический тенор)[109]
- Хамраев, Джавлон Раззакович (1934—1997), актёр театра и кино[110]

### 1976
- Бурханов, Муталь Музаинович (1916—2002), композитор[111]
- Диванов, Санат Салихович (1932—2016), актёр театра и кино
- Мазахидова, Рахима (1930—?), певица, актриса театра
- Юдаков, Сулейман Александрович (1916—1990), композитор[112]

### 1977
- Алимахсумов, Ариф (1927—2005), певец, музыкант
- Батыров, Равиль Исмаилович (1931—2014), кинорежиссёр[113][114]
- Дадаев, Кахрамон (1936—2013), дойрист
- Махсумов, Кадыр (1924—1987), диктор радио
- Мадреимов, Пулат Шамшетович (р. 1942), хореограф
- Мурадов, Байрамгельды (р. 1939), балетмейстер
- Романова, Валентина Николаевна (1938—2003), танцовщица
- Утемуратов, Шамурат (1929—2006), актёр театра
- Худайшукуров, Атаджан (1944—1994), певец

### 1978
- Азимов, Асад Вахабович (1927—1995), оперный певец (лирический тенор)[115]
- Давыдов, Михаил Давыдович (1913—1981), оперный певец (лирический тенор)[116]
- Зейдман, Борис Исаакович (1908—1981), композитор[117]
- Курбанов, Танаберди (р. 1936), театральный режиссёр, актёр
- Таджиев, Бако Хамидович (1913—1989), театральный режиссёр, актёр
- Талипов, Абид (1918—1994), актёр театра[118]
- Хакназаров, Захид Вахидович (1937—2019), дирижёр[119]
- Шамаева, Любовь (Мухаббат) (р. 1944), певица[120]

### 1979
- Арипов, Туйчи (1924—2015), актёр театра и кино[121]
- Бабаханова, Хадича Абдурасуловна (1923—2013), актриса театра
- Иброхимова, Рихси Исмаиловна (р. 1937), актриса театра и кино[122]
- Касымов, Ариф (1909—2001), композитор, музыкант (дутар)
- Мейсель, Лев Генрихович[123]
- Норбаева, Светлана Абдулхаковна (р. 1944), актриса театра и кино[124]
- Саидкасымов, Пулат (1931—2019), актёр театра и кино
- Соколова, Евгения Ивановна (1910—?), актриса театра
- Файзиев, Латиф Абидович (1929—1994), актёр театра и кино, кинорежиссёр, сценарист[125]
- Цинкобуров, Георгий Иванович (1919—2000), актёр театра

## 1980-е

### 1980
- Аминова, Азиза (1929—?), актриса театра
- Дошумова, Тамара Ганиевна (р. 1954), певица
- Зыкина, Людмила Георгиевна (1929—2009), певица[126] (также народная артистка СССР — 1973)
- Кадыров, Вахид (1925—1992), актёр театра и кино, театральный и кинорежиссёр
- Охунов, Джалолиддин Собитович (1932—1996), оперный певец (драматический баритон), актёр театра
- Ташкенбаев, Камалджан (1927—1991), артист цирка

### 1981
- Азимова, Хосият (1919—?), актриса театра
- Акбаров, Икрам Ильхамович (1921—2011), композитор[127]
- Александрова, Вера Дмитриевна (1921—?), актриса театра
- Григорович, Юрий Николаевич (1927—2025), балетмейстер[128] (также народный артист СССР — 1973)
- Омонова, Хамрохон (1919—1996), актриса театра

### 1982
- Матчанов, Байрам (р. 1940), оперный певец (лирический баритон)
- Надыров, Базарбай (р. 1937), оперный певец (драматический тенор)
- Убайдуллаев, Маннон (1925—2010), актёр театра
- Умиджанов, Батыр (1933—2004), дирижёр, композитор

### 1983
- Алиев, Бахтиёр Ташкентбаевич (р. 1938), композитор
- Алиходжаев, Ульмас Сафаевич (1941—2015), киноактёр[129]
- Ишмухамедов, Эльёр Мухитдинович (р. 1942), кинорежиссёр, сценарист
- Рахимов, Камалиддин (1943—2015), певец
- Убайдуллаева, Марифат Сайбуллаевна (1929—?), актриса театра
- Хамраева, Гули Раззаковна (1946—2023), артистка балета
- Эргашева, Мамура Зокиржоновна (р. 1951), танцовщица, хореограф
- Юсупов, Ибрагим Юсупович (1935—2014), артист балета, балетмейстер

### 1984
- Ахмедова, Малика Мухамедовна (р. 1950), танцовщица
- Джаббарова, Дилафруз Абдурахимовна (р. 1950), танцовщица
- Дустмухамедова, Кизлархон Камоловна (1946—2023), танцовщица

### 1985
- Грязнова, Людмила Николаевна (1939—1991), актриса театра
- Павленко, Виктор Васильевич (1932—2018), актёр театра[130]
- Рахматов, Абдурахман Чоршанбаевич (1932—1999), актёр театра
- Русинов, Владимир Алексеевич (1925—2006), актёр театра[131]
- Сайдуллаев, Мансур Мухаммаджонович (1931—?), театральный режиссёр

### 1986
- Браун, Владимир Фёдорович (р. 1947), оперный певец (драматический баритон, бас-баритон)
- Мухитдинов, Коркмас Кучкарович (1946—2007), оперный певец (бас)[132]
- Сафаров, Фирудин Саттар оглы (1933—2024), музыкант, оперный режиссёр

### 1987
- Джураев, Шерали (1947—2023), певец, композитор
- Закиров, Фаррух Каримович (р. 1946), эстрадный певец, композитор
- Кабулов, Анатолий Зухурович (1934—2003), актёр театра и кино, театральный и кинорежиссёр, сценарист[133]
- Каримов, Толибжон Рауфович (1940—2023), актёр театра и кино[134]
- Лутфуллаев, Хайрулла (р. 1945), певец, музыкант
- Олимжонов, Хошимжон (1940—2017), театральный режиссёр, актёр
- Ташкенбаева, Мамлакат  (р. 1940), артистка цирка
- Хамракулов, Нуриддин (1946—2023), певец
- Юнусов, Обиджан (1934—2015), актёр театра и кино[135]
- Якупов, Гуломиддин Тошпулатович (р. 1950), певец

### 1988
- Азизова, Ширин Мирхановна (1940—2006), актриса театра и кино[136]
- Бабаджанов, Мадраим (р. 1939), театральный режиссёр, актёр
- Бабаков, Виктор Яковлевич (р. 1938), театральный режиссёр, актёр
- Гиенко, Борис Фёдорович (1917—2000), композитор
- Джалиль, Сайфи (1932—2003), дирижёр, композитор
- Проскурина, Валентина Яковлевна (р. 1936), артистка балета, балетмейстер
- Таджиев, Тулкин Джураевич (1936—2024), актёр театра и кино[137]
- Хамраев, Ибрагим (1916—1999), композитор
- Хонтураев, Тургун Анорбаевич (р. 1935), актёр театра и кино[138]
- Шамсутдинов, Хамид Убайдуллаевич (р. 1940), дирижёр
- Эргашев, Абдурашид (р. 1941), оперный певец (лирико-драматический тенор)

### 1989
- Абдрим, Ахмади (1927—1999), певец
- Акилова, Вилоят Исахаровна (1937—2022), танцовщица[139]
- Билялов, Февзи Муждабаевич (1932—1999), певец
- Ихтияров, Бахтиёр Ахмедович (1940—2021), актёр театра и кино[140]
- Иргашев, Шухрат Ибрагимович (1945—2021), актёр театра и кино[141]
- Кадыров, Таваккал (1926—1996), оперный певец (лирический тенор)
- Нишанов, Хаким Кабирович (1917—?), композитор
- Нурматов, Ходжиакбар (1944—2007), актёр театра и кино
- Салимов, Давран Исмаилович (1941—2009), кинорежиссёр, кинооператор[142]
- Халилов, Набижон (1922—2002), дирижёр, композитор
- Шлейкин, Евгений Алексеевич, театральный режиссёр, актёр

## 1990-е

### 1990
- Исмоилов, Абдухошим (р. 1952), музыкант, композитор
- Каримов, Эргаш Каримович (1934—2009), актёр театра и кино[143]
- Нурмухамедов, Бадал (1913—1991), актёр театра и кино[144]
- Сагдиев, Хайрулла Хабибович (р. 1940), актёр театра и кино[145]
- Таджиев, Кадыр (1921— 2001), диктор радио и телевидения

### 1991
- Бакаев, Убайдулло (р. 1947), актёр театра и кино[146]
- Мамедова, Турсуной Сотиболдиевна (1941—1996), актриса театра
- Нуралиев, Уринбой (1942—2012), театральный режиссёр, актёр, певец
- Пулатов, Сурат Абидович (1931—2005), певец (драматический баритон), актёр театра
- Рахимова, Бекажон (1923—1997), певица, актриса театра
- Хатамова, Ёркиной Ганиевна (р. 1941), певица (лирическое сопрано), актриса театра
- Шарипов, Хусан Артыкович (1937—2018), актёр театра и кино
- Атаджанов, Артык (1947-2019), певец

## Народный артист Узбекистана

### Дата присвоения неизвестна (1 человек)
1. Нурмухамедова, Наталья Саттыевна (р. 1951) — эстрадная певица

### 1992 (11 человек)
1. 8 марта 1992 — Хаитова, Алмахон (1940-2014) — солистка-вокалистка Узгосфилармонии[147]
2. 28 августа 1992 — Алиматов, Тургун[узб.] (1922-2008) — преподаватель Ташгосконсерватории имени М. Ашрафи[148]
3. 28 августа 1992 — Давлетмуратова, Замира Турдымуратовна (1955-2016) — солистка балета театра им. А. Навои, город Tашкент[148]
4. 28 августа 1992 — Жамилова, Гульчехра Манноповна (р. 1946) — актриса Узбекского государственного академического театра драмы им. Хамзы[148]
5. 28 августа 1992 — Рахматуллаева, Шафоатхон (1941-2024) — солистка Сырдарьинского областного музыкально-драматического театра им. А. Ходжаева[148]
6. 28 августа 1992 — Рахимов, Абдурашид Галиевич — главный режиссёр дворца Дружбы Народов[148]
7. 28 августа 1992 — Рахимова, Гулора — солистка Хорезмского областного театра музыкальной драмы и комедии им. Огахи[148]
8. 28 августа 1992 — Садыков, Рашид Хайдарович[узб.] (1938-2000) — актёр Кокандского музыкально-драматического театра им. Хамзы[148]
9. 28 августа 1992 — Шукуров, Ахмед — солист государственного фольклорного ансамбля «Зарафшан»[148]
10. Муминов, Теша Хусаинович[узб.] (р. 1949) — актёр Узбекского государственного академического театра драмы им. Хамзы[149]
11. Хамидов, Рустам Мухсинович[узб.] (р. 1949) — режиссёр Узбекского государственного академического театра драмы им. Хамзы[149]

### 1993 (4 человека)
1. 28 января 1993 — Ходжаниязов, Махсет Сапарович — артист Государственного музыкального театра имени Бердаха[150]
2. 4 марта 1993 — Абдуллаева, Насиба Меликовна — певица ансамбля «Самарканд» при Управлении по делам культуры хокимията Самаркандской области[151]
3. 4 декабря 1993 — Юлдашев, Баходыр — художественный руководитель Узбекского государственного молодёжного театра имени А. Хидоятова[152]
4. 4 декабря 1993 — Юсупова, Тути — артистка Узбекского государственного академического театра драмы имени Хамзы[152]

### 1994 (1 человек)
1. 10 июня 1994 — Юльчиева, Муножат — солистка Узбекской государственной филармонии имени Мухиддина Кары-Якубова[153]

### 1995 (1 человек)
1. 11 января 1995 — Ташматов, Мамурджан — старший инструктор Центрального Дома офицеров Министерства обороны[154]

### 1997 (6 человек)
1. 26 августа 1997 — Абдукундузов, Мухаммадали — актёр Узбекского государственного академического театра драмы имени Хамзы[155]
2. 26 августа 1997 — Амиркулов, Хусан — актёр Кашкадарьинского областного музыкально-драматического театра имени М. Тошмухамедова[155]
3. 26 августа 1997 — Ярматов, Шермат[узб.] — художественный руководитель детского ансамбля «Булбулча» компании «Узтелерадио»[155]
4. 26 августа 1997 — Ихтиярова, Марям (р. 1939) — актриса Узбекского государственного музыкального театра имени Мукими[155]
5. 26 августа 1997 — Муминов, Кодир[узб.] — главный балетмейстер ансамбля песни и танца «Узбекистан» Гастрольно-концертного объединения «Узбекнаво»[155]
6. 26 августа 1997 — Пулатова, Наима Кудратовна[узб.] — актриса Узбекского государственного музыкального театра имени Мукими[155]

### 1998 (8 человек)
1. 27 августа 1998 — Кистанов, Игорь Тимофеевич[узб.] — артист балета Узбекского государственного академического Большого театра имени А. Навои[156]
2. 27 августа 1998 — Камилов, Эркинбой — актёр Узбекского государственного академического театра драмы имени Хамзы[156]
3. 27 августа 1998 — Раззокова, Муяссар Кадировна — солистка оперы Узбекского государственного академического Большого театра имени А. Навои[156]
4. 27 августа 1998 — Сапарова, Райхон Халмуратовна[узб.] — директор Каракалпакского государственного театра юных зрителей имени Ходжаниязова[156]
5. 27 августа 1998 — Саъдиев, Ядгар Хабибович — актёр Узбекского государственного академического театра драмы имени Хамзы[156]
6. 27 августа 1998 — Султанова, Рушана Рамиловна — артистка балета национального танцевального объединения «Узбекракс»[156]
7. 27 августа 1998 — Усмонова, Юлдуз Ибрагимовна — эстрадная певица[156]
8. 27 августа 1998 — Ходжамбердиев, Тилаш[узб.] — художественный руководитель национального ансамбля при Узтелерадиокомпании[156]

### 1999 (10 человек)
1. 25 августа 1999 — Ахмедов, Файзулла — актёр узбекского музыкального театра имени Мукими, заслуженный артист Узбекистана[157]
2. 25 августа 1999 — Жалилов, Исмоил Туляганович — директор и художественный руководитель Государственного национального симфонического оркестра Узбекистана, заслуженный артист Узбекистана[157]
3. 25 августа 1999 — Латипов, Рахмаджон Мамадалиевич — оперный певец Узбекского государственного академического Большого театра имени Алишера Навои, заслуженный артист Узбекистана[157]
4. 25 августа 1999 — Мавлонов, Мардон[узб.] — художественный руководитель ансамбля «Самарканд тароналари» при отделе по делам культуры Самаркандского района, заслуженный артист Узбекистана[157]
5. 25 августа 1999 — Маннонов, Султонбек[узб.] — художественный руководитель Ферганского областного отдела гастрольно-концертного объединения «Узбекнаво», заслуженный артист Узбекистана[157]
6. 25 августа 1999 — Нурматов, Ходжиакбар — актёр Узбекского Академического драматического театра имени Хамзы, заслуженный артист Узбекистана[157]
7. 25 августа 1999 — Содиков, Форук Тоджиевич[узб.] — художественный руководитель и главный дирижёр оркестра народных инструментов имени М. Кариякубова гастрольно-концертного объединения «Узбекнаво», заслуженный артист Узбекистана[157]
8. 25 августа 1999 — Суюнова, Замира[узб.] — художественный руководитель ансамбля «Дуторчилар» Узтелерадиокомпании, заслуженная артистка Узбекистана[157]
9. 25 августа 1999 — Юсупов, Мухаммадсоли[узб.] — главный режиссёр Ферганского областного театра музыкальной драмы имени Ю. Шакарджонова, заслуженный артист Узбекистана[157]
10. 25 августа 1999 — Якубова, Гульсара[узб.] — руководитель ансамбля «Лазги» национального танцевального объединения «Узбекракс», заслуженная артистка Узбекистана[157]

### 2000 (11 человек)
1. 25 августа 2000 — Авазов, Рихсивой[узб.] — актёр Узбекского государственного академического театра драмы имени Хамзы[158]
2. 25 августа 2000 — Абдурашидов, Абдулахад Абдулхамидович — музыкант ансамбля «Маком» при Узтелерадиокомпании[158]
3. 25 августа 2000 — Бакирова, Ойбарчин Аббосовна — актриса киностудии «Узбекфильм»[158]
4. 25 августа 2000 — Матъякубова, Гавхар[узб.] — главный балетмейстер Хорезмского областного отделения объединения национального танца «Узбекракс»[158]
5. 25 августа 2000 — Рафиков, Афзал Азимович[узб.] — актёр Узбекского государственного драматического театра имени Аброра Хидоятова[158]
6. 25 августа 2000 — Рахимов, Мирзохид[узб.] — диктор Узтелерадиокомпании[158]
7. 25 августа 2000 — Сапаева, Мирзагуль Жуманазаровна — актриса Каракалпакского государственного театра музыкальной драмы имени Бердаха[158]
8. 25 августа 2000 — Саттарова, Майрамой Саидовна[узб.] — певица гастрольно-концертного объединения «Узбекнаво»[158]
9. 25 августа 2000 — Тухтасинов, Маъмуржон Салимжонович[узб.] — певец гастрольно-концертного объединения «Узбекнаво»[158]
10. 25 августа 2000 — Умаров, Саидкомил Хамраевич[узб.] — актёр Узбекского государственного академического театра драмы имени Хамзы[158]
11. 25 августа 2000 — Шодмонов, Сулаймон Нуруллоевич[узб.] — дирижёр Государственного академического Большого театра Узбекистана имени Алишера Навои[158]

### 2001 (4 человека)
1. 24 августа 2001 — Икрамова, Дилдорхон (Дильбар Икромова) — актёр Узбекского государственного академического театра драмы имени Хамзы[159]
2. 24 августа 2001 — Саъдуллаев, Лутфулла Убайдуллаевич — актёр Республиканского театра юного зрителя[159]
3. 24 августа 2001 — Фаёзов, Фарзиддин Зайниддинович[узб.] — актёр Узбекского государственного музыкального театра имени Мукими[159]
4. 24 августа 2001 — Хайдаров, Нуриддин Исманович — певец эстрадного объединения «Узбекнаво»[159]

### 2002 (1 человек)
1. 26 августа 2002 — Рахимова, Мукамбар Хакимовна — актриса дубляжа киностудии «Узбекфильм»[160]

### 2003 (3 человека)
1. 22 августа 2003 — Бойхонова, Зулайхо Мамажоновна — актриса Узбекского государственного музыкального театра имени Мукими[161]
2. 22 августа 2003 — Исмаилова, Дилбар Абидовна — актриса Узбекского государственного драматического театра имени Абдора Хидоятова[161]
3. 22 августа 2003 — Насирова, Элёр Расульевич — актёр Узбекского государственного драматического театра имени Аброра Хидоятова[161]

### 2004 (1 человек)
1. 23 августа 2004 — Равшанова, Гульнора Хасановна — актриса Сурхандарьинского областного музыкального драматического театра имени Маннона Уйгура[162]

### 2005 (2 человека)
1. 24 августа 2005 — Рамазанова, Ширин — актриса Хорезмского областного музыкального драматического театра имени Огахи[163]
2. 24 августа 2005 — Расулов, Улмас Мамасадыкович — преподаватель отделения традиционного исполнительства Республиканского музыкального колледжа[163]

### 2006 (3 человека)
1. 25 августа 2006 — Бегматова, Азиза — актриса Узбекского государственного драматического театра имени Аброра Хидоятова[164]
2. 25 августа 2006 — Маъдиев, Рустам Кароматович — главный режиссёр Узбекского государственного музыкального театра имени Мукими[164]
3. 25 августа 2006 — Соловей, Зинаида Ивановна — актриса Ташкентского государственного театра музыкальной комедии (оперетты)[164]

### 2007 (1 человек)
1. 27 августа 2007 — Матлюба Дадабоева (Халилова, Мавлюда) — солистка ансамбля «Маком» имени Юнуса Раджаби[165]

### 2008 (3 человека)
1. 25 августа 2008 — Номозов, Махмуд Алматович[узб.] — солист эстрадного объединения «Узбекнаво»[166]
2. 25 августа 2008 — Кайыпназарова, Турсынгуль Айтымбетовна — актриса Каракалпакского государственного музыкального театра им. Бердаха[166]
3. 25 августа 2008 — Раджапов, Мурад Ядгарович — заслуженный артист Республики Узбекистан, киноактёр[166]

### 2009 (2 человека)
1. 25 августа 2009 — Бекчанова, Мехрижон Гуламовна — актриса Узбекского государственного музыкального театра имени Мукими[167]
2. 25 августа 2009 — Раджабов, Авазхон Акпарович — оперный солист Государственного академического Большого театра оперы и балета им. Алишера Навои[167]

### 2010 (2 человека)
1. 24 августа 2010 — Адашев, Раджаб Халимович — актёр киностудии «Узбекфильм»[168]
2. 24 августа 2010 — Назарбеков, Озодбек Ахмадович — солист эстрадного объединения «Узбекнаво»[168]

### 2011 (3 человека)
1. 24 августа 2011 — Ибрагимова, Малика Маликовна — актриса Узбекского Национального академического драматического театра[169]
2. 24 августа 2011 — Йуллиев, Шамси Жуманазарович — актёр Бухарского областного театра музыкальной драмы[169]
3. 24 августа 2011 — Мансурходжаева, Саида Сайдирасуловна — танцовщица ансамбля песни и танца «Узбекистон»[169]

### 2013 (3 человека)
1. 23 августа 2013 — Абдулазизова, Дильбар Сабитовна — актриса Республиканского театра юного зрителя[170]
2. 23 августа 2013 — Мамазоитова, Гулсанам Мамадалиевна — солистка эстрадного объединения «Узбекнаво»[170]
3. 23 августа 2013 — Нарзуллаева, Адинахон — актриса Узбекского государственного музыкального театра имени Мукими[170]

### 2014 (3 человека)
1. 22 августа 2014 — Султонов, Нормумин Намозович — солист оперы Государственного академического большого театра Узбекистана имени Алишера Навои[171]
2. 22 августа 2014 — Утбасаров, Абдумумин Абдумажидович — диктор телерадиоканала «Узбекистон» Национальной телерадиокомпании Узбекистана[171]
3. 22 августа 2014 — Халикова, Мукаддас Шамаксудовна — актриса Узбекского национального академического драматического театра[171]

### 2015 (3 человека)
1. 25 августа 2015 — Азизов, Мирзажон Мамаджонович — актёр Узбекского государственного музыкального театра имени Мукими[172]
2. 25 августа 2015 — Алимов, Самандар Чориевич — солист оперы государственного академического Большого театра Узбекистана имени Алишера Навои[172]
3. 25 августа 2015 — Усманов Рамиз Бекназарович — солист оперы Государственного академического Большого театра Узбекистана имени Алишера Навои[172]

### 2016 (4 человека)
1. 24 августа 2016 — Ашурова, Зухра Джураевна — актриса Узбекского Национального академического драматического театра[173]
2. 24 августа 2016 — Закирова, Гавхар Акмаловна — актриса Узбекского Национального академического драматического театра[173]
3. 24 августа 2016 — Шарипова, Абибулла Нагметович — главный балетмейстер Каракалпакского государственного музыкального театра имени Бердаха[173]
4. 23 декабря 2016 — Мельникова, Галина Витальевна[174]

### 2018 (3 человека)
1. 14 мая 2018 — Малаков, Эзро Ашерович — бывший солист ансамбля макомистов при Государственном телерадиокомпании Узбекистана, гражданин США[175][176]
2. 29 августа 2018 — Адхам Холиков — художественный руководитель государственного учреждения «Академический театр оперы и балета имени С. Айний»; государственный и общественный деятель, представитель культуры, науки и здравоохранения Республики Таджикистан[177]
3. 29 августа 2018 — Давлат Холов — художественный руководитель государственного ансамбля «Фалак» Комитета по делам телевидения и радио при Правительстве Республики Таджикистан; государственный и общественный деятель, представитель культуры, науки и здравоохранения Республики Таджикистан[177]

### 2020 (2 человека)
1. 27 августа 2020 — Каримова, Дилорам Маликовна — ветеран труда, актриса[178]
2. 27 августа 2020 — Сабиров, Агабай Каримович — художественный руководитель ансамбля песни и танца «Лазги» Государственной филармонии Узбекистана[178]

### 2021 (4 человека)
1. 24 августа 2021 — Ахмедов, Элмурод Ганишерович — артист-солист высшей категории ансамбля «Мақом» имени Юнуса Раджаби Центра узбекского национального искусства макома[179]
2. 24 августа 2021 — Аширалиев, Фуркатбек Даврон угли — артист-солист высшей категории ансамбля «Мақом» имени Юнуса Раджаби Центра узбекского национального искусства макома[179]
3. 24 августа 2021 — Пиязов, Женисбек Буркитович — заслуженный артист Республики Узбекистан, солист оперы[179]

### 2022 (1 человек)
1. 30 августа 2022 — Маммадова, Гулянак Закир кызы — вокалистка Азербайджанского государственного музыкального театра имени Р. Бейбутова, гражданка Азербайджанской Республики[180]

### 2024 (13 человек)
1. 18 апреля 2024 — Достизода, Мирали — ректор Национальной консерватории Таджикистана[181]
2. 18 апреля 2024 — Назриев, Исмаил — доцент Национальной консерватории Таджикистана[181]
3. 18 апреля 2024 — Саидов, Фуркат Фатхуллоевич — руководитель ансамбля «Шашмаком» имени Ф. Шахобова Комитета телевидения и радио при Правительстве Республики Таджикистан[181]
4. 18 апреля 2024 — Тожибоев, Тулкин — руководитель ансамбля исполнителей шашмакома Бободжон-Гафуровского района[181]
5. 18 апреля 2024 — Хошимов, Рахматулло — художественный руководитель ансамбля «Фалак» при Таджикской госфилармонии имени А. Джураева[181]
6. 6 августа 2024 — Бюльбюль оглы, Полад — композитор и певец, гражданин Азербайджанской Республики[182]
7. 24 августа 2024 — Кузиев, Тоир Аскарович — преподаватель отделения традиционного исполнительства Республиканской специализированной музыкальной школы имени В.Успенского, музыкант[183]
8. 24 августа 2024 — Надирова, Айгул Базарбаевна — доцент кафедры музыкального образования Нукусского государственного педагогического института, солистка, Республика Каракалпакстан[183]
9. 24 августа 2024 — Назарханова, Севара Анваржановна — солистка государственного учреждения «Ўзбекконцерт»[183]
10. 24 августа 2024 — Умаров, Валихан Мирвасилевич — главный режиссёр Государственного академического русского драматического театра Узбекистана[183]
11. 24 августа 2024 — Уринбаев, Камолиддин Турдимуратович — ректор Государственной консерватории Узбекистана, художественный руководитель осударственного симфонического оркестра Узбекистана[183]
12. 24 августа 2024 — Амонкулова, Нигина Хайдаровна — солистка ансамбля «Дарё» Комитета по телевидению и радио при Правительстве Республики Таджикистан[183]
13. 5 сентября 2024 — Омурбаев, Нур Санташевич — художественный руководитель и главный дирижёр эстрадно-симфонического оркестра Кыргызской национальной филармонии имени Т. Сатылганова[184]